# Vélo Club
Vélo Club (appelée L'Après Tour de 2008 à 2013) est une émission de télévision quotidienne diffusée après chaque étape du Tour de France sur France 2. Elle est présentée par l'animateur et journaliste sportif Gérard Holtz jusqu'en 2016, puis par Laurent Luyat à partir de 2017. L'émission analyse l'étape du jour et reçoit des acteurs du Tour de France.
À partir de 2024, l'émission est également diffusée après les étapes du Tour de France Femmes. Elle est alors présentée par Claire Vocquier-Ficot (2024) ou Cécile Grès (2025).

## Concept
Le Vélo Club est une émission historique d'Antenne 2 puis de France 2 remise à l'antenne chaque été à l'occasion du Tour de France. L'émission revient sur l'étape du jour. Elle est l'occasion notamment de voir le podium de l'étape, avec la remise des maillots distinctifs et du prix de la combativité, et d'interroger les acteurs de la course. L'émission est diffusée quotidiennement durant le Tour de France sauf le dimanche où le podium protocolaire et les différentes rubriques sont insérés dans Stade 2.

## Historique

### Années 1990: diffusion du podium
Dans les années 1990, elle est présentée par le journaliste sportif Gérard Holtz accompagné du consultant Bernard Thévenet. Dans les années 2000, le podium protocolaire (Les Marches du Tour) est présenté par Jean-René Godart tandis que Gérard Holtz reçoit sur le plateau du Vélo Club les coureurs cyclistes invités.

### Ajout de rubriques autour du Tour
En 2008, l'émission est réorganisée et renommée L'Après Tour. Gérard Holtz reçoit alors les coureurs primés au pied du podium et recueille leurs commentaires à chaud sur l'étape. Il est accompagné d'un consultant pour analyser l'étape : Laurent Jalabert de 2008 à 2012 et de 2014 à 2016 ou Cédric Vasseur en 2013. Après le podium protocolaire, Gérard Holtz rejoint le plateau de l'émission pour lancer les rubriques préparées par les équipes de francetv sport.
D'autres journalistes, dont Laurent Bellet et Nicolas Geay, interviewent quant à eux d'autres coureurs alors que ces derniers rejoignent le bus de leur équipe. Thierry Adam analyse lui les classements du jour. De 2014 à 2016, certains soirs, Vincent Fossiez évoque ce qui fait le buzz sur internet autour du Tour de France, notamment les tweets des coureurs. Lors des étapes de montagne, un journaliste (Jean-René Godart, Laurent Bellet puis Jean-François Kerckaert) se situe sur la ligne d'arrivée pour observer les délais accordés aux retardataires et attendre l'arrivée du gruppetto et des éventuels coureurs hors-délais.
L'émission retrouve son nom d'origine, le Vélo Club, en 2014.

### 2017: Arrivée de Laurent Luyat

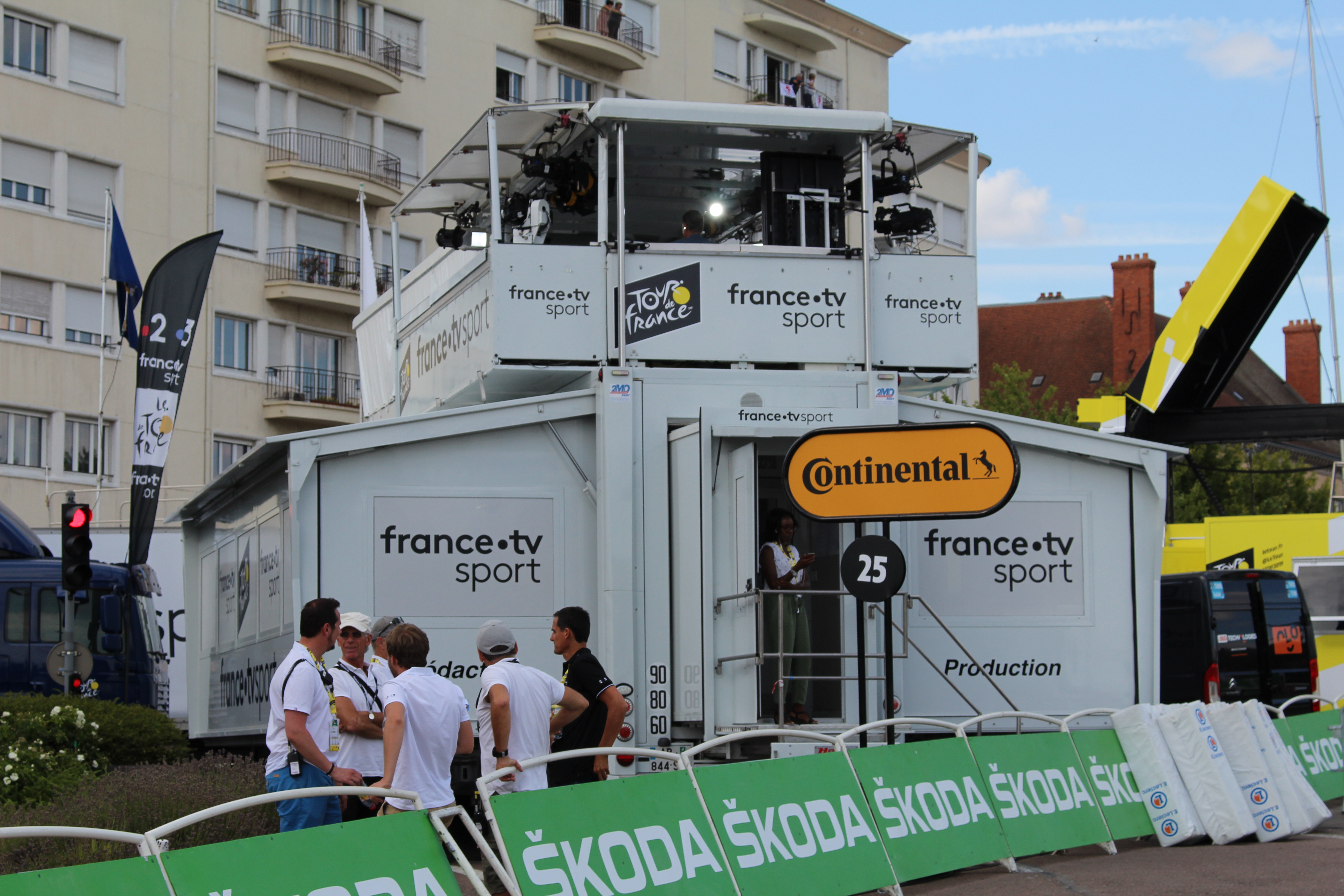
Le plateau d'enregistrement de l'émission, situé dans la zone technique installée à proximité de l'arrivée de l'étape.

En 2017, Laurent Luyat succède à Gérard Holtz à la présentation de l'émission. L'émission se déroule sur le plateau du Vélo Club avec Marion Rousse et Cédric Vasseur, consultants sportifs, Alexandre Pasteur, nouveau commentateur du tour, et Franck Ferrand, consultant pour le patrimoine français, et reçoit désormais des invités, artistes ou sportifs, comme dans Village Départ, émission qu'animait Laurent Luyat jusqu'en 2016 et qui n'a pas été reconduite pour diffuser le Tour de France en intégralité.
Nicolas Geay est lui présent au pied du podium avec Laurent Jalabert pour recueillir la réaction des coureurs primés puis rejoint le plateau pour commenter le résumé de l'étape du jour avec Cédric Vasseur. En 2018, France Télévisions conserve le même dispositif mais Thomas Voeckler remplace Cédric Vasseur, devenu manager de l'équipe Cofidis depuis le début de la saison.
À partir de 2019, l'émission retrouve son caractère purement sportif. Elle ne reçoit plus que rarement des invités artistiques et est désormais également diffusée le dimanche à la suite de l'arrêt de la diffusion de Stade 2 sur France 2. Matthieu Lartot présente alors le Vélo Club une fois au cours de la première semaine car Laurent Luyat est contraint de prendre un jour de repos.
En 2020, en raison de la pandémie de Covid-19, le Tour de France est reporté en septembre et les étapes sont commentées en cabine depuis Paris. Seuls les commentateurs sur les motos et des journalistes pour les interviews de départ et d'arrivée suivent le peloton. Laurent Luyat présente alors aussi Vélo Club depuis le studio d'enregistrement de Stade 2. Yoann Offredo, coureur cycliste en activité au sein de l'équipe Circus-Wanty Gobert, rejoint l'équipe des consultants et commente le résumé de l'étape. Thomas Voeckler accompagne lui Nicolas Geay au pied du podium protocolaire.
En 2021, un dispositif similaire à celui de 2020 est mis en place avec l'enregistrement de l'émission en plateau à Paris. Marion Rousse, jeune maman, est absente pour cette édition. Céline Rousseaux rejoint l'équipe de journalistes pour réaliser les interviews sur la ligne de départ et au pied du podium protocolaire à la place de Nicolas Geay.
En 2022, l'équipe revient sur la route du Tour pour commenter l'étape et présenter Vélo Club depuis la ville d'arrivée. Laurent Luyat est contraint de quitter le Tour après la 17e étape en raison de « soucis de santé ». Il est alors remplacé par Céline Rousseaux à la présentation de l'émission, elle-même remplacée par Nicolas Geay pour les interviews au pied du podium protocolaire.

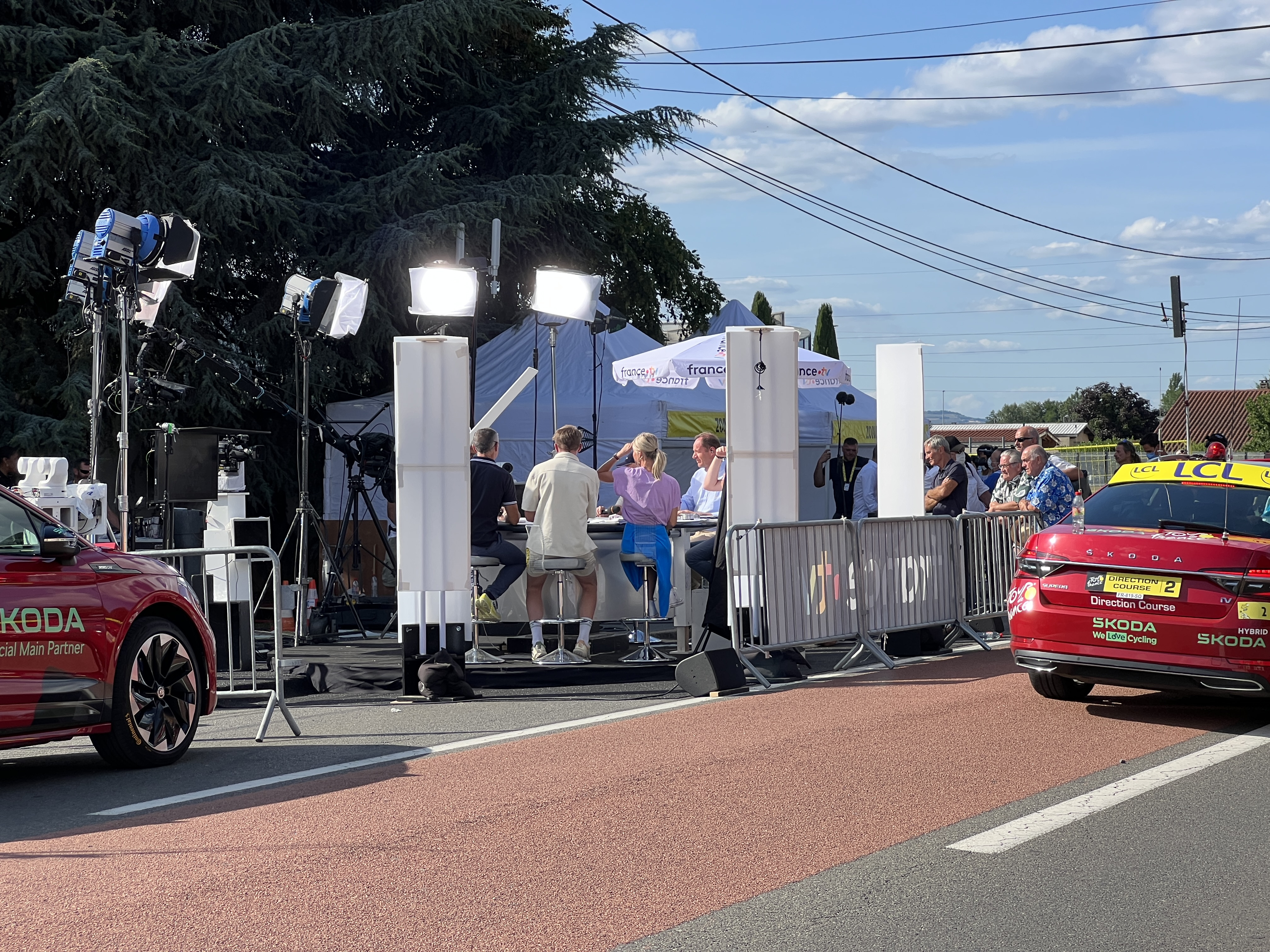
Le plateau de l'émission, à Belleville-en-Beaujolais en 2023, installé à proximité de la ligne l'arrivée de l'étape.

En 2023, l'émission revient avec la même équipe. À partir de la deuxième semaine, elle n'est plus tournée sur un camion de la production mais se rapproche de la ligne d'arrivée et de l'ambiance populaire qui entoure le Tour de France.
En 2024, toutes les émissions sont tournées sur un plateau à proximité de la ligne d'arrivée pour s'approcher des spectateurs et pouvoir recevoir les coureurs participant au podium protocole. Nicolas Geay retrouve le poste de journaliste au pied du podium en duo avec Thomas Voeckler en remplacement de Céline Rousseaux. Cette dernière remplace Laurent Luyat durant la deuxième semaine de compétition.
À partir de 2024, l'émission est également diffusée après les étapes du Tour de France Femmes. Dans ce cadre, elle est présentée par Claire Vocquier-Ficot entourée de Nicolas Geay, Laurent Jalabert et Nelson Monfort, commentateurs des étapes, ainsi que du sélectionneur Paul Brousse et de Marion Hérault-Garnier pour les interviews des coureuses. En 2025, Cécile Grès succède à Claire Vocquier-Ficot à la présentation de l'émission et Sophie Jovillard prend la place de Nelson Monfort.
En 2025, Laurent Luyat et Alexandre Pasteur commentent le podium protoculaire avec les consultants autour de la table puis reçoivent le vainqueur de l'étape sur le plateau, tandis que Céline Rousseaux interroge les autres lauréats.

## Rubriques

### Rubriques actuelles
- Le résumé de l'étape : Rodolphe Gaudin et Yoann Offredo résument en quelques minutes les faits marquants de l'étape du jour. L'étape est résumée par Jean-René Godart jusqu'en 2014, le résumé de l'étape est alors aussi parfois appelé le « Godart Show ». Il est ensuite remplacé par Rodolphe Gaudin et Cédric Vasseur en 2015 et 2016, Nicolas Geay et Cédric Vasseur en 2017, Nicolas Geay et Thomas Voeckler en 2018 et 2019, Benoît Durand et Yoann Offredo en 2020 puis par Rodolphe Gaudin et Yoann Offredo en 2021, 2022 et 2023.
- La caméra explore le Tour (depuis 2018) : Chaque jour, cette rubrique, réalisée par Laurent Luyat, revient sur des évènements, marquants ou anecdotiques, d'anciens tours grâce à des images d'archives de l'INA.
- En roue libre (depuis 2023) : Chaque soir, l'équipe lance une roue pour désigner le coureur qu'Arnaud Mattéoli devra suivre pendant 24 heures pour lui consacrer un reportage le lendemain.
- La contre étape (depuis 2025) : Chaque jour, Olivia Leray part à la rencontre des spectateurs du tour de France sur le bord des routes.

L'émission étant diffusée en direct et devant se terminer aux environs de 18 h 45, il se peut que certains reportages ne puissent être diffusés le jour même si l'étape arrive trop tard. Dans ce cas, les reportages sont généralement diffusés le lendemain dans L'Avant Tour.

### Anciennes rubriques

#### Autour du Tour
- J'irai faire le tour chez vous (2009) : Antoine de Maximy s'arrête au bord des routes et rencontre des spectateurs venant voir passer les coureurs, afin de découvrir leur façon de vivre le passage du Tour, et l'ambiance qui règne au bord des routes.
- Tu me fais tourner la France (2010 et 2011): John-Paul Lepers, qui parcourt les étapes du Tour de France dans un camping-car, au sein de la caravane publicitaire, en profite pour s'arrêter aux bords des routes et rencontrer des spectateurs venant voir passer les coureurs, afin de découvrir leur façon de vivre le passage du Tour, et l'ambiance qui règne au bord des routes.
- Les carnets de route (2011-2012): Dominique Le Glou présente sous un angle original l'étape du lendemain, et les lieux importants que les coureurs vont traverser. Cette chronique était diffusé de 2009 à 2010 dans L'Avant Tour.
- Le Monde à vélo (2013) : Certains jours, des utilisations différentes du vélo à tous les coins du monde sont présentées.
- A votre tour (2015-2016) : Chaque jour, Guillaume Papin part à la rencontre de deux personnages exceptionnels en lien avec le Tour.
- Les bornes du Tour (2017) : Chaque jour, David Sandona part à la rencontre des spectateurs du tour de France sur le bord des routes.
- Le DétecTour (2019) : Guillaume Papin donne la parole à trois spectateurs du Tour de France qui prétendent être l'auteur de quelque chose d'insolite. Les journalistes et consultants présents en plateau doivent alors retrouver celui qui dit la vérité.
- Le Tour de Florent (2022-2025) : Pour son premier été en France depuis 25 ans, Florent Dabadie propose une chronique à la découverte de lieux, mais aussi des rencontres, et une plongée culturelle en marge du Tour de France 2022. Il revient les saisons suivantes pour continuer d'explorer les richesses culturelles et traditionnelles locales.

#### Immersions au sein des équipes
- L'étape avec une équipe (jusqu'en 2011) : Philippe Lafon parcoure l'étape dans une voiture de directeur sportif d'une équipe pour avoir la vision de l'étape de l’intérieur d'une équipe.
- La Belle Echappée (2012-2013) : Durant l'intégralité du tour de France, Rodolphe Gaudin avec ses caméras est en immersion dans l'équipe Europcar. Chaque jour, il dévoile comment l'équipe a vécu la journée passée.
- Dans la roue (2014) : Durant l'intégralité du tour de France, Arnaud Mattéoli avec ses caméras est en immersion dans l'équipe AG2R La Mondiale. Chaque jour, il dévoile comment l'équipe a vécu la journée passée.
- Carnet de Route (2015) : Durant l'intégralité du tour de France, Claude Eymard avec ses caméras est en immersion dans l'équipe FDJ. Chaque jour, il dévoile comment l'équipe a vécu la journée passée.
- Chacun son tour (2016) : Durant l'intégralité du tour de France, Arnaud Mattéoli avec ses caméras est en immersion dans l'une des équipes françaises (FDJ, AG2R La Mondiale, Direct Énergie, Cofidis ou Fortuneo-Vital Concept). Chaque jour, il dévoile comment l'équipe a vécu la journée passée.
- A la française (2017-2018) : Durant l'intégralité du tour de France, Arnaud Mattéoli avec ses caméras suit des coureurs et des directeurs sportifs français en immersion au sein de leur équipe. Chaque jour, il dévoile comment l'équipe a vécu la journée passée.
- Les porteurs d'eau puis Les baroudeurs (2019) : Durant l'intégralité du tour de France, Arnaud Mattéoli et son équipe suivent des coureurs, plutôt considérés comme des hommes de l'ombre du peloton : Yoann Offredo, Paul Ourselin, Stéphane Rossetto et Alexis Gougeard. Chaque jour, il dévoile comment ces hommes ont vécu la journée passée. À la suite des nombreuses échappées de ces hommes, la séquence est renommée Les baroudeurs au lieu des porteurs d'eau.
- Avec Thibaut (2019) : Durant l'intégralité du tour de France, Brice Baubit suit Thibaut Pinot, le leader de l'équipe Groupama-FDJ. Un reportage grand format est diffusé lors de la dernière émission de la saison.
- Guillaume et les conquérants (2021) : Durant l'intégralité du Tour de France, Gaël Robic avec ses caméras est en immersion dans l'équipe Cofidis organisée autour de Guillaume Martin. Chaque jour, il dévoile comment l'équipe a vécu la journée passée.
- Sophie, Axel, Manu et les autres... (2023) : Durant l'intégralité du tour de France, Gaël Robic suit six acteurs du Tour de France (Sophie Roullois, assistante sportive au sein de l'équipe EF Education-EasyPost, Axel Zingle, coureur de l'équipe Cofidis, Emmanuel Hubert, manager de l'équipe Arkéa-Samsic, Pierre Latour, coureur de l'équipe TotalEnergies, Julien Jurdie, directeur sportif de l'équipe AG2R Citroën, Quentin Pacher, coureur de l'équipe Groupama-FDJ). Chaque jour, il dévoile comment ils ont vécu la journée passée.

#### Les anciens Tours
- Histoires des bords de route (2013) : Chaque jour, un documentaire raconte des anecdotes sur un thème particulier à partir d'images archives du Tour de France (réalisé par Anne Bettenfeld et raconté par Christophe Duchiron).
- 1914 : Un Tour en France (2014) : Rétrospective de Thierry Vildary sur le Tour de France 1914 et le contexte sociétal de guerre.
- le Miroir du Tour (Jusqu'en 2014) : Jean-Paul Ollivier, dit « Paulo la Science », évoque la légende du Tour de France, en retraçant la vie d'un ancien coureur qui s'y est illustré ou bien en narrant le déroulement d'un ou de plusieurs de ces Tours.
- Coup de cœur d'Eric Fottorino  (2015-2016) : Eric Fottorino évoque les anciens coureurs qui ont fait la légende du Tour de France.
- Les pourquoi du Tour (2017) : Chaque jour, Guillaume Papin revient sur des évènements, marquants ou anecdotiques, des tours précédents sous forme de quiz.

#### Jeux
- Le Quizz (2019-2021) : Laurent Luyat propose un quizz sur le cyclisme aux journalistes et consultants présents en plateau.

#### Les acteurs du Tour
- En 2015, chaque jour, Benoît Durand retrace la journée d'un coureur en particulier.
- En 2016, chaque jour, David Sandona fait le portrait d'un acteur autour du tour (speaker, garagiste, gendarme ...).

## Équipe depuis 2008
| Gérard Holtz            | Présentateur                                                                         | Pied du podium (interviews) puis en plateau (rubriques)                                            |  |  |  |  |  |  |  |  |  |  |  |  |  |  |  |  |  |  |  |  |
| Laurent Luyat           | Présentateur                                                                         | En plateau                                                                                         |  |  |  |  |  |  |  |  |  |  |  |  |  |  |  |  |  |  |  |  |
| Laurent Jalabert        | Consultant                                                                           | Pied du podium (2008-2019) En plateau (depuis 2020)                                                |  |  |  |  |  |  |  |  |  |  |  |  |  |  |  |  |  |  |  |  |
| Cédric Vasseur          | Consultant                                                                           | Pied du podium (2013) En plateau (2014-2017)                                                       |  |  |  |  |  |  |  |  |  |  |  |  |  |  |  |  |  |  |  |  |
| Marion Rousse           | Consultante                                                                          | En plateau                                                                                         |  |  |  |  |  |  |  |  |  |  |  |  |  |  |  |  |  |  |  |  |
| Thomas Voeckler         | Consultant                                                                           | En plateau (2018-2019) Pied du podium (2020-2024) En plateau (depuis 2025)                         |  |  |  |  |  |  |  |  |  |  |  |  |  |  |  |  |  |  |  |  |
| Yoann Offredo           | Consultant                                                                           | En plateau                                                                                         |  |  |  |  |  |  |  |  |  |  |  |  |  |  |  |  |  |  |  |  |
| Alexandre Pasteur       | Chroniqueur                                                                          | En plateau                                                                                         |  |  |  |  |  |  |  |  |  |  |  |  |  |  |  |  |  |  |  |  |
| Jean-René Godart        | Interviews (2008-2012) Résumé (2008-2014)                                            | Sur la ligne d'arrivée (interviews) puis en plateau (résumé)                                       |  |  |  |  |  |  |  |  |  |  |  |  |  |  |  |  |  |  |  |  |
| Laurent Bellet          | Interviews                                                                           | Quartier des coureurs                                                                              |  |  |  |  |  |  |  |  |  |  |  |  |  |  |  |  |  |  |  |  |
| Nicolas Geay            | Interviews (depuis 2011) Résumé (2017-2019)                                          | Quartier des coureurs (2011-2016) Pied du podium (interviews) puis en plateau (résumé) (2017-2020) |  |  |  |  |  |  |  |  |  |  |  |  |  |  |  |  |  |  |  |  |
| Rodolphe Gaudin         | Chroniqueur (2012-2013) Résumé (2015-2016, depuis 2021) Interviews (2017-2020, 2022) | En plateau (2012-2016, 2021-) Quartier des coureurs (2017-2020, 2022)                              |  |  |  |  |  |  |  |  |  |  |  |  |  |  |  |  |  |  |  |  |
| Claude Eymard           | Interviews (2013-2014) Chroniqueur (2015-2016)                                       | Quartier des coureurs En plateau (en 2015)                                                         |  |  |  |  |  |  |  |  |  |  |  |  |  |  |  |  |  |  |  |  |
| Jean-François Kerckaert | Interviews                                                                           | Quartier des coureurs                                                                              |  |  |  |  |  |  |  |  |  |  |  |  |  |  |  |  |  |  |  |  |
| Benoît Durand           | Interviews Chroniqueur Résumé (2020) Interviews                                      | Quartier des coureurs Parfois en plateau En plateau Quartier des coureurs                          |  |  |  |  |  |  |  |  |  |  |  |  |  |  |  |  |  |  |  |  |
| Céline Géraud           | Interviews                                                                           | Quartier des coureurs                                                                              |  |  |  |  |  |  |  |  |  |  |  |  |  |  |  |  |  |  |  |  |
| Céline Rousseaux        | Interviews Présentatrice                                                             | Pied du podium Plateau (à partir de la 18e étape du Tour 2022)                                     |  |  |  |  |  |  |  |  |  |  |  |  |  |  |  |  |  |  |  |  |
| Jean-Paul Ollivier      | Chroniqueur                                                                          | Parfois en plateau                                                                                 |  |  |  |  |  |  |  |  |  |  |  |  |  |  |  |  |  |  |  |  |
| Éric Fottorino          | Chroniqueur                                                                          | En plateau                                                                                         |  |  |  |  |  |  |  |  |  |  |  |  |  |  |  |  |  |  |  |  |
| Franck Ferrand          | Chroniqueur                                                                          | En plateau                                                                                         |  |  |  |  |  |  |  |  |  |  |  |  |  |  |  |  |  |  |  |  |
| Philippe Lafon          | Chroniqueur                                                                          | En plateau                                                                                         |  |  |  |  |  |  |  |  |  |  |  |  |  |  |  |  |  |  |  |  |
| Arnaud Mattéoli         | Chroniqueur                                                                          | En plateau (jusqu'en 2016 et depuis 2023)                                                          |  |  |  |  |  |  |  |  |  |  |  |  |  |  |  |  |  |  |  |  |
| David Sandona           | Chroniqueur                                                                          | En plateau (jusqu'en 2016)                                                                         |  |  |  |  |  |  |  |  |  |  |  |  |  |  |  |  |  |  |  |  |
| Chloé Nabédian          | Chroniqueuse                                                                         | En plateau                                                                                         |  |  |  |  |  |  |  |  |  |  |  |  |  |  |  |  |  |  |  |  |
| Florent Dabadie         | Chroniqueur                                                                          | En plateau                                                                                         |  |  |  |  |  |  |  |  |  |  |  |  |  |  |  |  |  |  |  |  |
| Olivia Leray            | Chroniqueuse                                                                         | En plateau                                                                                         |  |  |  |  |  |  |  |  |  |  |  |  |  |  |  |  |  |  |  |  |
| Antoine de Maximy       | Chroniqueur                                                                          | Pas présent à l'antenne                                                                            |  |  |  |  |  |  |  |  |  |  |  |  |  |  |  |  |  |  |  |  |
| John-Paul Lepers        | Chroniqueur                                                                          | Pas présent à l'antenne                                                                            |  |  |  |  |  |  |  |  |  |  |  |  |  |  |  |  |  |  |  |  |
| Dominique Le Glou       | Chroniqueur                                                                          | Pas présent à l'antenne                                                                            |  |  |  |  |  |  |  |  |  |  |  |  |  |  |  |  |  |  |  |  |
| Christophe Duchiron     | Chroniqueur                                                                          | Pas présent à l'antenne                                                                            |  |  |  |  |  |  |  |  |  |  |  |  |  |  |  |  |  |  |  |  |
| Thierry Vildary         | Chroniqueur                                                                          | Pas présent à l'antenne                                                                            |  |  |  |  |  |  |  |  |  |  |  |  |  |  |  |  |  |  |  |  |
| Guillaume Papin         | Chroniqueur                                                                          | Pas présent à l'antenne                                                                            |  |  |  |  |  |  |  |  |  |  |  |  |  |  |  |  |  |  |  |  |
| Gaël Robic              | Chroniqueur                                                                          | Pas présent à l'antenne                                                                            |  |  |  |  |  |  |  |  |  |  |  |  |  |  |  |  |  |  |  |  |

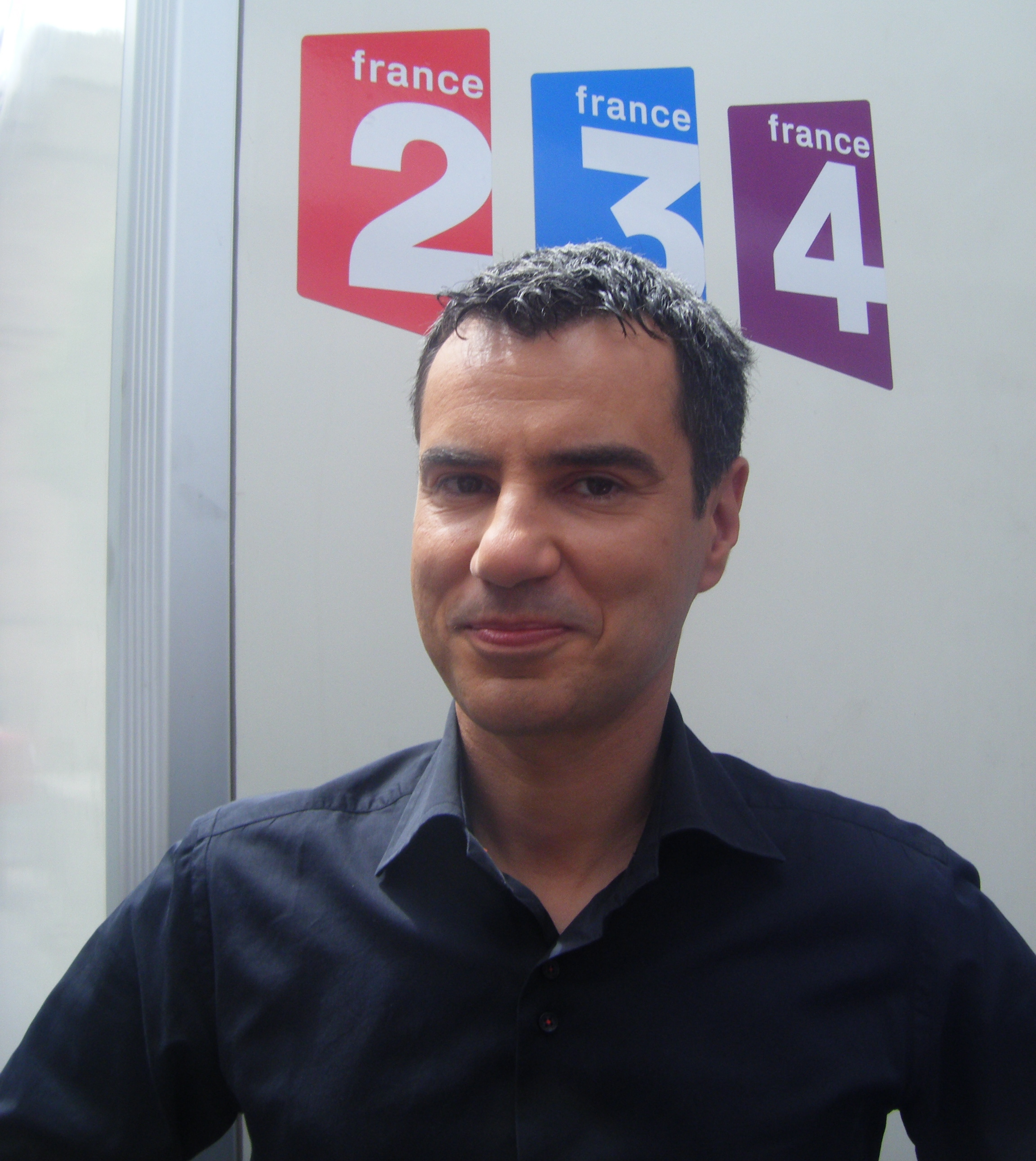
Laurent Luyat, présentateur depuis 2017.
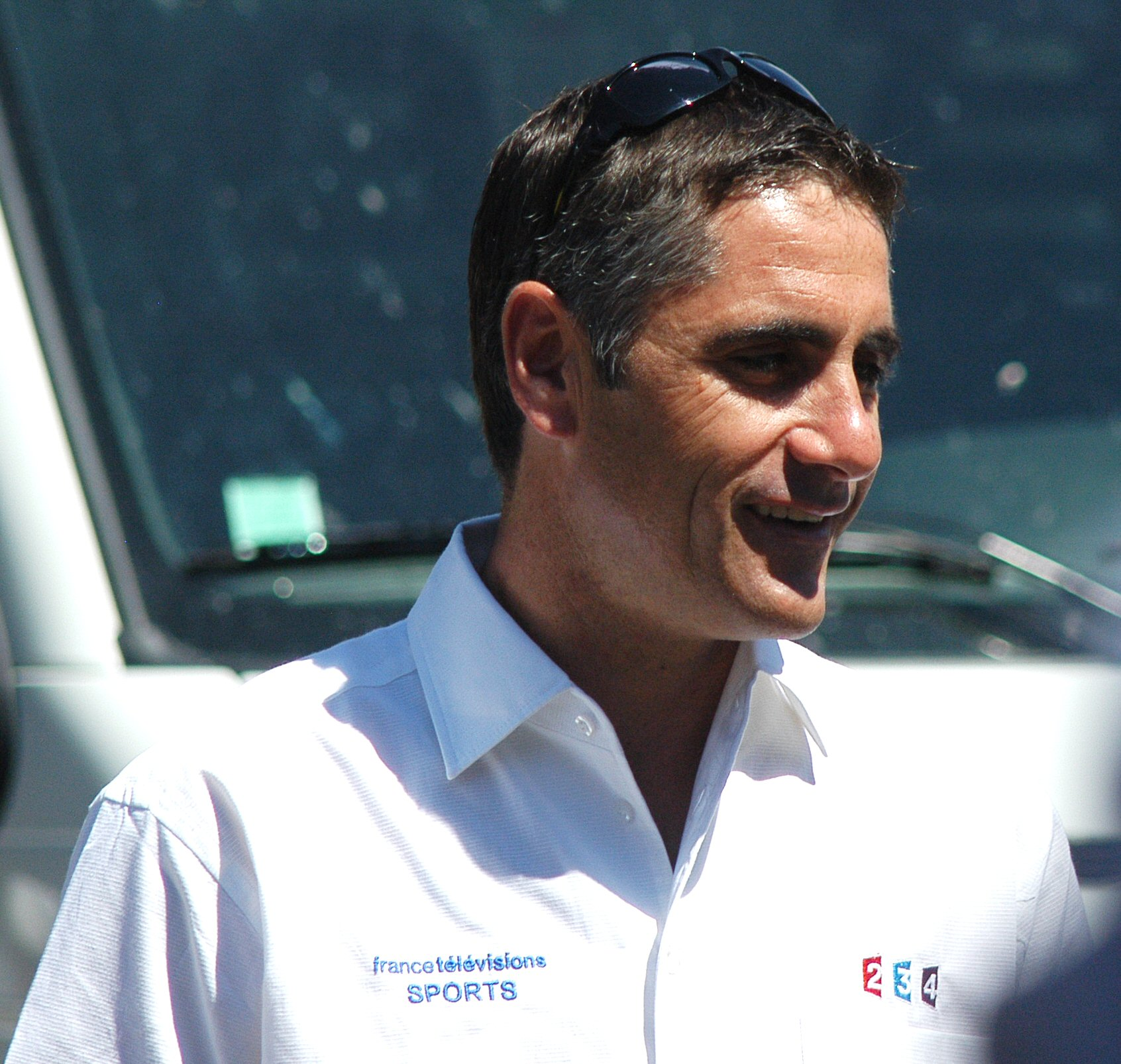
Laurent Jalabert, consultant depuis 2003.
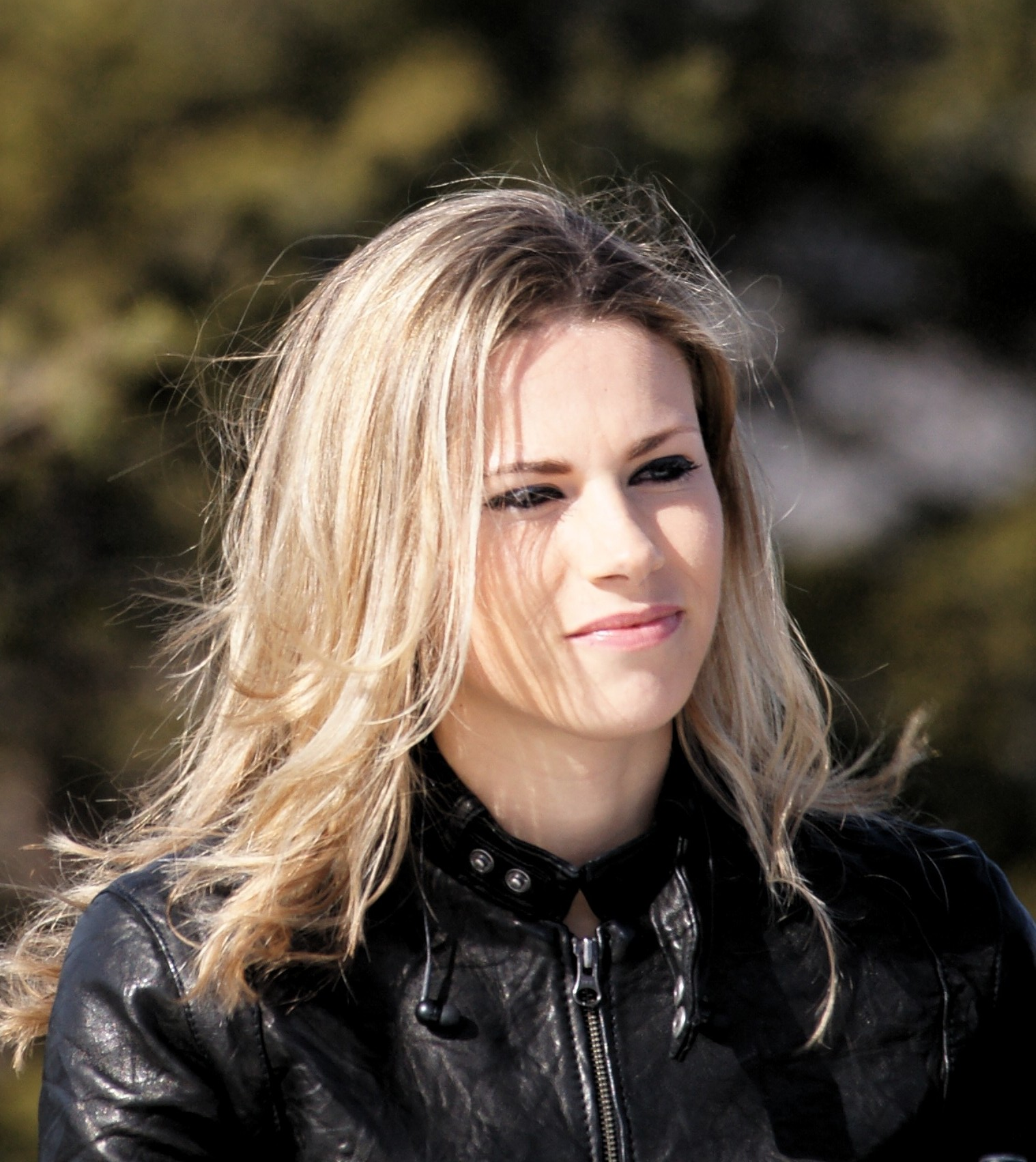
Marion Rousse, consultante depuis 2017.
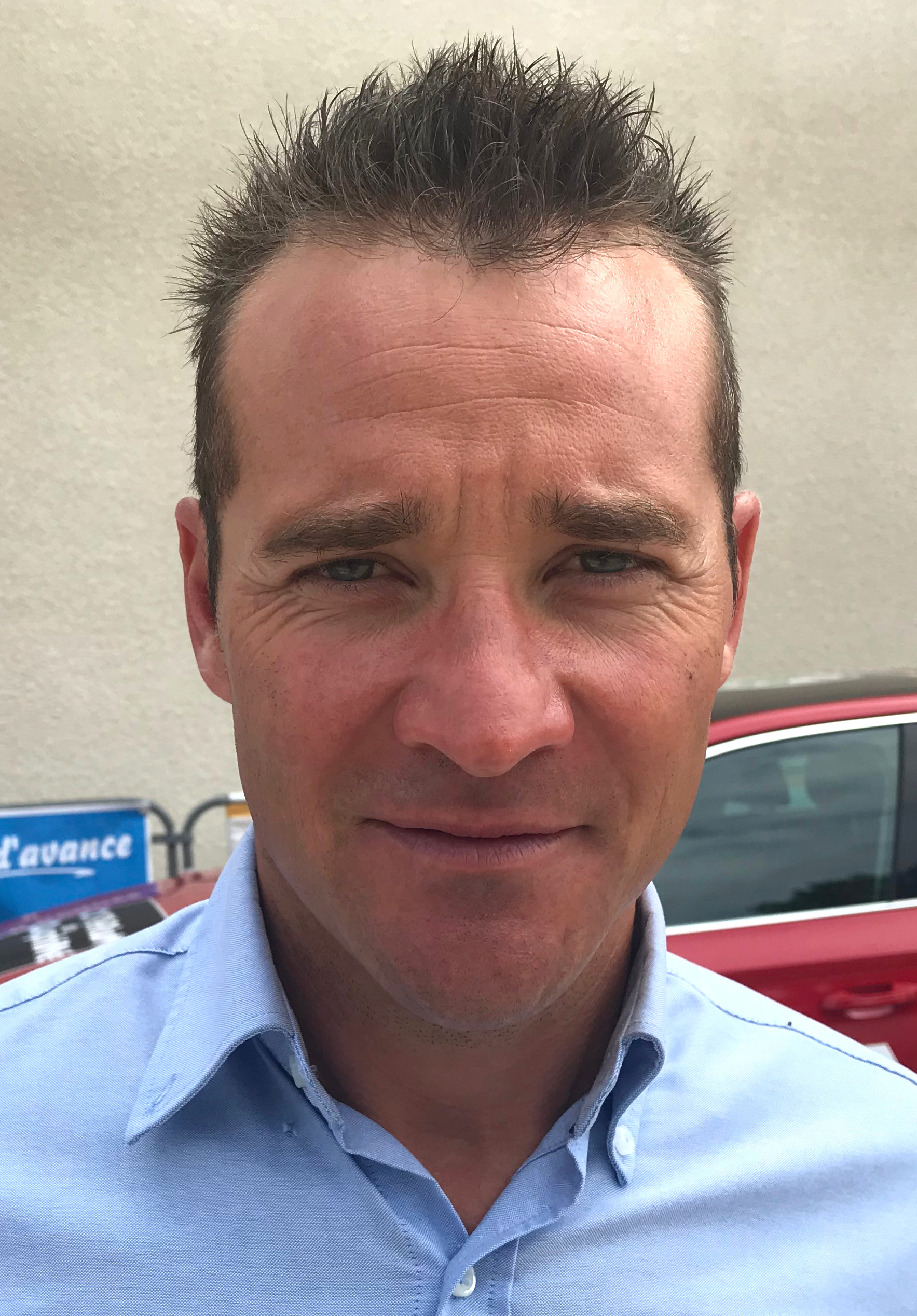
Thomas Voeckler, consultant depuis 2018.
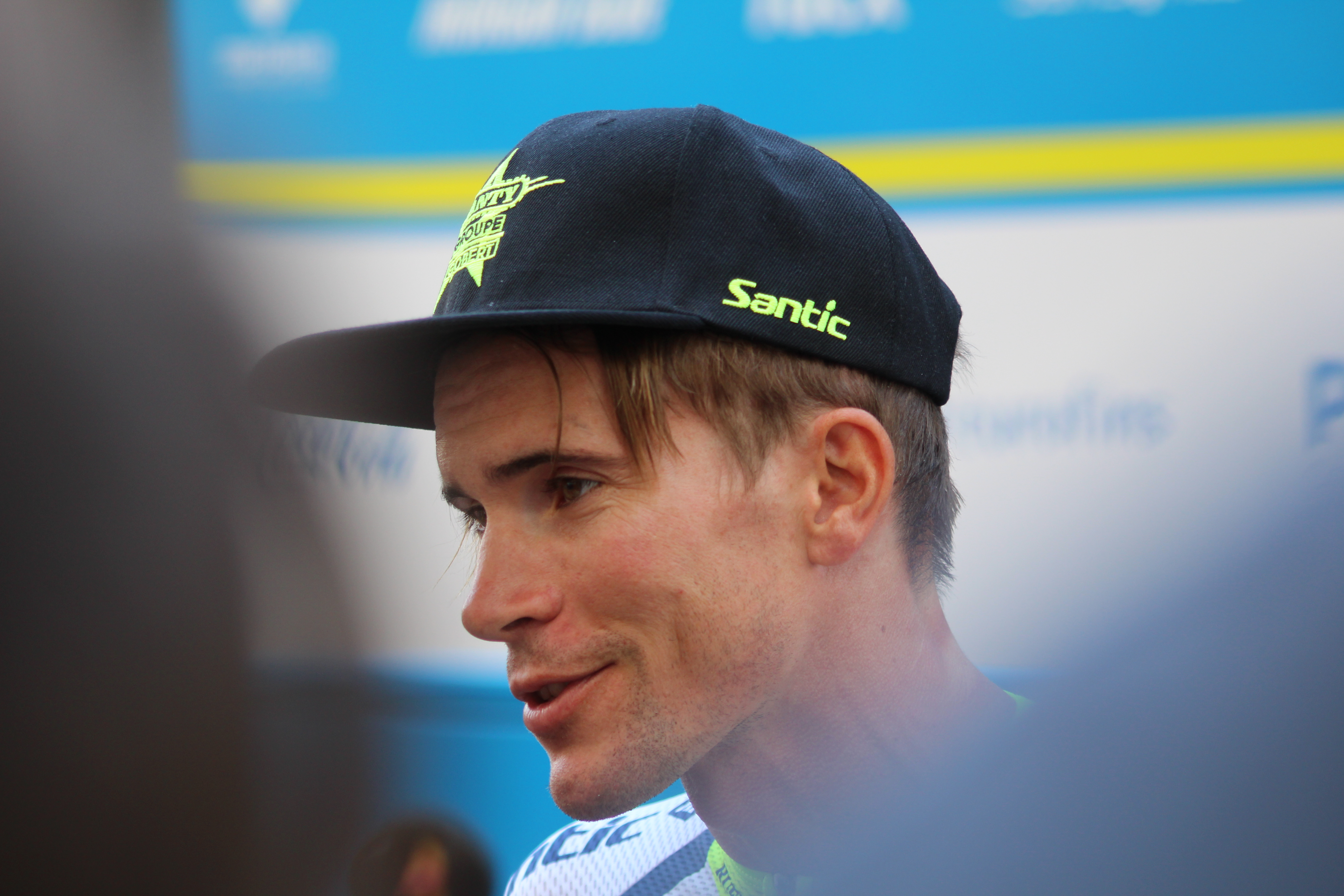
Yoann Offredo, consultant depuis 2020.

## Émissions

### Liste des émissions(invités et audiences)
| Samedi 29 juin 2013 | Bastia | 2 400 000 | 23,3 % |

| Mercredi 16 juillet 2014 | Oyonnax   | 1 700 000 | 19,0 % |
| Samedi 26 juillet 2014   | Périgueux | 2 500 000 | 25,5 % |

| Audiences des émissions lors du Tour de France 2015                                                  | Audiences des émissions lors du Tour de France 2015 | Audiences des émissions lors du Tour de France 2015 | Audiences des émissions lors du Tour de France 2015 | Audiences des émissions lors du Tour de France 2015 | Audiences des émissions lors du Tour de France 2015 | Audiences des émissions lors du Tour de France 2015 |
| Date de diffusion                                                                                    | Ville d'arrivée                                     | Audience moyenne                                    | Audience moyenne                                    |                                                     |                                                     |                                                     |
| Date de diffusion                                                                                    | Ville d'arrivée                                     | Nombre de téléspectateurs                           | PDM                                                 |                                                     |                                                     |                                                     |
| --- | --------------------------------------------------- | --------------------------------------------------- | --------------------------------------------------- | --------------------------------------------------- | --------------------------------------------------- | --------------------------------------------------- |
| Samedi 4 juillet 2015                                                                                | Utrecht                                             | 1 520 000                                           | 15,4 %                                              |                                                     |                                                     |                                                     |
| Lundi 6 juillet 2015                                                                                 | Huy                                                 | 1 560 000                                           | 14,8 %                                              |                                                     |                                                     |                                                     |
| Mardi 7 juillet 2015                                                                                 | Cambrai                                             | 1 650 000                                           | 15,4 %                                              |                                                     |                                                     |                                                     |
| Samedi 11 juillet 2015                                                                               | Mûr-de-Bretagne                                     | 2 040 000                                           | 22,7 %                                              |                                                     |                                                     |                                                     |
| Mardi 14 juillet 2015                                                                                | La Pierre Saint-Martin                              | 2 100 000                                           | 19,2 %                                              |                                                     |                                                     |                                                     |
| Jeudi 16 juillet 2015                                                                                | Plateau de Beille                                   | 1 800 000                                           | 18,3 %                                              |                                                     |                                                     |                                                     |
| Samedi 18 juillet 2015                                                                               | Mende                                               | 2 000 000                                           | 20,8 %                                              |                                                     |                                                     |                                                     |
| Lundi 20 juillet 2015                                                                                | Gap                                                 | 1 800 000                                           | 18,1 %                                              |                                                     |                                                     |                                                     |
| Mercredi 22 juillet 2015                                                                             | Pra-Loup                                            | 1 780 000                                           | 18,8 %                                              |                                                     |                                                     |                                                     |
| Jeudi 23 juillet 2015                                                                                | Saint-Jean-de-Maurienne                             | 1 980 000                                           | 20,8 %                                              |                                                     |                                                     |                                                     |
| Vendredi 24 juillet 2015                                                                             | La Toussuire - Les Sybelles                         | 2 400 000                                           | 22,0 %                                              |                                                     |                                                     |                                                     |
| Samedi 25 juillet 2015                                                                               | L'Alpe d'Huez                                       | 2 340 000                                           | 23,6 %                                              |                                                     |                                                     |                                                     |
| Légende - Le plus haut chiffre d'audience de la saison - Le plus bas chiffre d'audience de la saison |                                                     |                                                     |                                                     |                                                     |                                                     |                                                     |

| Samedi 2 juillet 2016                                                                                | Utah Beach - Sainte-Marie-du-Mont     | 1 440 000 | 15,6 % |
| Samedi 9 juillet 2016                                                                                | Bagnères-de-Luchon                    | 1 900 000 | 22,4 % |
| Samedi 16 juillet 2016                                                                               | Villars-les-Dombes - Parc des oiseaux | 1 660 000 | 18,3 % |
| Lundi 18 juillet 2016                                                                                | Berne                                 | 1 400 000 | 14,8 % |
| Mercredi 20 juillet 2016                                                                             | Finhaut - Émosson                     | -         | 20,0 % |
| Samedi 23 juillet 2016                                                                               | Morzine                               | 2 110 000 | 23,6 % |
| Légende - Le plus haut chiffre d'audience de la saison - Le plus bas chiffre d'audience de la saison |                                       |           |        |

| Invités et audiences des émissions lors du Tour de France 2017 | Invités et audiences des émissions lors du Tour de France 2017 | Invités et audiences des émissions lors du Tour de France 2017                                  | Invités et audiences des émissions lors du Tour de France 2017                                                          | Invités et audiences des émissions lors du Tour de France 2017 | Invités et audiences des émissions lors du Tour de France 2017 | Invités et audiences des émissions lors du Tour de France 2017 |
| Date de diffusion | Ville d'arrivée                                                | Invités                                                                                         | Invités | Invités                                                        | Audience moyenne                                               | Audience moyenne                                               |
| Date de diffusion | Ville d'arrivée                                                | Coureurs et directeurs sportifs du Tour de France 2017 (Équipe)                                 | Autres invités | Live                                                           | Nombre de téléspectateurs                                      | PDM                                                            |
| --- | -------------------------------------------------------------- | ----------------------------------------------------------------------------------------------- | --- | -------------------------------------------------------------- | -------------------------------------------------------------- | -------------------------------------------------------------- |
| Samedi 1er juillet 2017 | Düsseldorf                                                     | Thomas Voeckler (Direct Énergie)                                                                | Laurent Gerra, Marina Kaye et Laura Flessel (ministre des Sports)                                                       | Marina Kaye                                                    | 1 793 000                                                      | 13,8 %                                                         |
| Lundi 3 juillet 2017 | Longwy                                                         | Romain Bardet (AG2R La Mondiale)                                                                | Andy Schleck (Vainqueur du Tour de France 2010) et Keen'V                                                               | Keen'V                                                         | NC                                                             | NC                                                             |
| Mardi 4 juillet 2017 | Vittel                                                         | Nacer Bouhanni (Cofidis) et Taylor Phinney (Cannondale-Drapac)                                  | Pascal Légitimus | -                                                              | 1 500 000                                                      | 15,6 %                                                         |
| Mercredi 5 juillet 2017 | Planche des Belles Filles                                      | Lilian Calmejane (Direct Énergie) et Brice Feillu (Fortuneo-Oscaro)                             | - | -                                                              | NC                                                             | NC                                                             |
| Jeudi 6 juillet 2017 | Troyes                                                         | Thibaut Pinot (FDJ)                                                                             | Bernard Hinault (Vainqueur du Tour de France 1978, 1979, 1981, 1982 et 1985), Camille Lacourt, Titoff et Flora Coquerel | -                                                              | NC                                                             | NC                                                             |
| Vendredi 7 juillet 2017 | Nuits-Saint-Georges                                            | Alexis Vuillermoz (AG2R La Mondiale)                                                            | Christophe Alévêque | -                                                              | NC                                                             | NC                                                             |
| Samedi 8 juillet 2017 | Station des Rousses                                            | Tony Gallopin (Lotto-Soudal) et Vincent Lavenu (manager de l'équipe AG2R La Mondiale)           | Lisandro Cuxi, Alexis Pinturault et Marc Janin                                                                          | Lisandro Cuxi                                                  | 2 200 000                                                      | 22,8 %                                                         |
| Mardi 11 juillet 2017 | Bergerac                                                       | Yoann Offredo (Wanty-Groupe Gobert) et Warren Barguil (Sunweb)                                  | Tibz | Tibz                                                           | 1 400 000                                                      | 15,5 %                                                         |
| Mercredi 12 juillet 2017 | Pau                                                            | Philippe Gilbert (Quick-Step Floors)                                                            | Christian Laborde | -                                                              | NC                                                             | NC                                                             |
| Jeudi 13 juillet 2017 | Peyragudes                                                     | Guillaume Martin (Wanty-Groupe Gobert) et Vincent Lavenu (manager de l'équipe AG2R La Mondiale) | Bernard Thévenet (Vainqueur du Tour de France 1975 et 1977), Michel Fugain et Clément Leroy                             | Michel Fugain                                                  | NC                                                             | NC                                                             |
| Vendredi 14 juillet 2017 | Foix                                                           | Jean-René Bernaudeau (manager de l'équipe Direct Énergie)                                       | Gauvain Sers et Marie-José Pérec                                                                                        | Gauvain Sers                                                   | 2 280 000                                                      | 21,8 %                                                         |
| Samedi 15 juillet 2017 | Rodez                                                          | Sylvain Chavanel (Direct Énergie)                                                               | - | -                                                              | 2 000 000                                                      | 23,4 %                                                         |
| Mardi 18 juillet 2017 | Romans-sur-Isère                                               | Axel Domont (AG2R La Mondiale)                                                                  | Robert Marchand et Maxime Tabart                                                                                        | -                                                              | NC                                                             | NC                                                             |
| Mercredi 19 juillet 2017 | Serre Chevalier                                                | Marc Madiot (manager de l'équipe FDJ)                                                           | Emmanuel Macron (président de la République) et Gérard Holtz                                                            | -                                                              | 2 460 000                                                      | 24,6 %                                                         |
| Jeudi 20 juillet 2017 | Izoard                                                         | -                                                                                               | Arnaud Tsamère (en duplex depuis le Col d'Izoard)                                                                       | -                                                              | NC                                                             | NC                                                             |
| Vendredi 21 juillet 2017 | Salon-de-Provence                                              | -                                                                                               | Frédérique Bel et Issa Doumbia                                                                                          | -                                                              | NC                                                             | NC                                                             |
| Samedi 22 juillet 2017 | Marseille                                                      | Warren Barguil (Sunweb) et Christopher Froome (Sky )                                            | Ary Abittan et Christian Prudhomme                                                                                      | -                                                              | NC                                                             | NC                                                             |
| Dimanche 23 juillet 2017 | Paris - Champs-Élysées                                         | -                                                                                               | - | -                                                              | 5 384 000                                                      | 33,5 %                                                         |
| Légende - Le plus haut chiffre d'audience de la saison - Le plus bas chiffre d'audience de la saison - : Indique le leader du classement général - : Indique le leader du classement par points - : Indique le leader du classement de la montagne - : Indique le leader du classement du meilleur jeune - : Indique l'équipe leader du classement par équipe - : Indique le vainqueur du prix de la combativité |                                                                |                                                                                                 | |                                                                |                                                                |                                                                |

| Invités et audiences des émissions lors du Tour de France 2018 | Invités et audiences des émissions lors du Tour de France 2018 | Invités et audiences des émissions lors du Tour de France 2018  | Invités et audiences des émissions lors du Tour de France 2018                                                 | Invités et audiences des émissions lors du Tour de France 2018 | Invités et audiences des émissions lors du Tour de France 2018 | Invités et audiences des émissions lors du Tour de France 2018 |
| Date de diffusion | Ville d'arrivée                                                | Invités                                                         | Invités | Audience moyenne                                               | Audience moyenne                                               |                                                                |
| Date de diffusion | Ville d'arrivée                                                | Coureurs et directeurs sportifs du Tour de France 2018 (Équipe) | Autres invités                                                                                                 | Nombre de téléspectateurs                                      | PDM                                                            |                                                                |
| --- | -------------------------------------------------------------- | --------------------------------------------------------------- | --- | -------------------------------------------------------------- | -------------------------------------------------------------- | -------------------------------------------------------------- |
| Samedi 7 juillet 2018 | Fontenay-le-Comte                                              | Sylvain Chavanel (Direct Énergie)                               | Christian Prudhomme et Laura Flessel (ministre des Sports)                                                     | 1 320 000                                                      | 14,2 %                                                         |                                                                |
| Lundi 9 juillet 2018 | Cholet                                                         | Philippe Gilbert (Quick-Step Floors )                           | Thomas Sotto                                                                                                   | 1 300 000                                                      | 13,8 %                                                         |                                                                |
| Mardi 10 juillet 2018 | Sarzeau                                                        | Oliver Naesen (AG2R La Mondiale)                                | David Lappartient                                                                                              | NC                                                             | NC                                                             |                                                                |
| Mercredi 11 juillet 2018 | Quimper                                                        | Peter Sagan (Bora-Hansgrohe)                                    | Michel Cymes, Bernard Hinault (Vainqueur du Tour de France 1978, 1979, 1981, 1982 et 1985) et Armel Le Cléac'h | 1 500 000                                                      | 16,4 %                                                         |                                                                |
| Jeudi 12 juillet 2018 | Mûr-de-Bretagne - Guerlédan                                    | Cédric Vasseur (manager de l'équipe Cofidis)                    | François Gabart et Paul Le Guen                                                                                | 1 600 000                                                      | 16,8 %                                                         |                                                                |
| Vendredi 13 juillet 2018 | Chartres                                                       | -                                                               | Éric Naulleau                                                                                                  | 1 500 000                                                      | 16,7 %                                                         |                                                                |
| Samedi 14 juillet 2018 | Amiens                                                         | Yoann Offredo (Wanty-Groupe Gobert)                             | Jean-Marie Bigard                                                                                              | NC                                                             | NC                                                             |                                                                |
| Mardi 17 juillet 2018 | Le Grand-Bornand                                               | -                                                               | - | 2 500 000                                                      | 23,2 %                                                         |                                                                |
| Mercredi 18 juillet 2018 | La Rosière                                                     | Warren Barguil (Fortuneo-Samsic)                                | Jeannie Longo et Arthur Bauchet                                                                                | 1 920 000                                                      | 21,2 %                                                         |                                                                |
| Jeudi 19 juillet 2018 | Alpe d'Huez                                                    | David Gaudu (Groupama-FDJ)                                      | Perrine Laffont                                                                                                | 2 300 000                                                      | 24 %                                                           |                                                                |
| Vendredi 20 juillet 2018 | Valence                                                        | Romain Bardet (AG2R La Mondiale)                                | Audrey Lamy et Florent Peyre                                                                                   | 1 700 000                                                      | 18,4 %                                                         |                                                                |
| Samedi 21 juillet 2018 | Mende                                                          | Marc Madiot (manager de l'équipe Groupama-FDJ)                  | Samy Seghir, Jérémy Denisty et Johann Zarco                                                                    | 2 710 000                                                      | 28,4 %                                                         |                                                                |
| Mardi 24 juillet 2018 | Bagnères-de-Luchon                                             | Lilian Calmejane (Direct Énergie)                               | Raphaël Mezrahi                                                                                                | 2 100 000                                                      | 22,3 %                                                         |                                                                |
| Mercredi 25 juillet 2018 | Saint-Lary-Soulan                                              | -                                                               | - | 2 300 000                                                      | 24,8 %                                                         |                                                                |
| Jeudi 26 juillet 2018 | Pau                                                            | Guillaume Martin (Wanty-Groupe Gobert)                          | - | NC                                                             | NC                                                             |                                                                |
| Vendredi 27 juillet 2018 | Laruns                                                         | -                                                               | Martin Fourcade                                                                                                | 2 200 000                                                      | 22,6 %                                                         |                                                                |
| Samedi 28 juillet 2018 | Espelette                                                      | Julian Alaphilippe (Quick-Step Floors) et Geraint Thomas (Sky)  | Christian Prudhomme                                                                                            | NC                                                             | NC                                                             |                                                                |
| Dimanche 29 juillet 2018 | Paris - Champs-Élysées                                         | -                                                               | - | 3 369 000                                                      | 24,9 %                                                         |                                                                |
| Légende - Le plus haut chiffre d'audience de la saison - Le plus bas chiffre d'audience de la saison - : Indique le leader du classement général - : Indique le leader du classement par points - : Indique le leader du classement de la montagne - : Indique le leader du classement du meilleur jeune - : Indique l'équipe leader du classement par équipe - : Indique le vainqueur du prix de la combativité |                                                                |                                                                 | |                                                                |                                                                |                                                                |

| Invités et audiences des émissions lors du Tour de France 2019 | Invités et audiences des émissions lors du Tour de France 2019 | Invités et audiences des émissions lors du Tour de France 2019                                                | Invités et audiences des émissions lors du Tour de France 2019               | Invités et audiences des émissions lors du Tour de France 2019 | Invités et audiences des émissions lors du Tour de France 2019 | Invités et audiences des émissions lors du Tour de France 2019 |
| Date de diffusion | Ville d'arrivée                                                | Invités | Invités                                                                      | Audience moyenne                                               | Audience moyenne                                               |                                                                |
| Date de diffusion | Ville d'arrivée                                                | Coureurs et directeurs sportifs du Tour de France 2019 (Équipe)                                               | Autres invités                                                               | Nombre de téléspectateurs                                      | PDM                                                            |                                                                |
| --- | -------------------------------------------------------------- | --- | ---------------------------------------------------------------------------- | -------------------------------------------------------------- | -------------------------------------------------------------- | -------------------------------------------------------------- |
| Samedi 6 juillet 2019 | Bruxelles                                                      | Julian Alaphilippe (Deceuninck-Quick Step), Warren Barguil (Arkéa-Samsic) et Romain Bardet (AG2R La Mondiale) | -                                                                            | 1 260 000                                                      | 13,7 %                                                         |                                                                |
| Dimanche 7 juillet 2019 | Bruxelles                                                      | - | -                                                                            | NC                                                             | NC                                                             |                                                                |
| Lundi 8 juillet 2019 | Épernay                                                        | Stéphane Rossetto (Cofidis)                                                                                   | -                                                                            | 1 800 000                                                      | 19,9 %                                                         |                                                                |
| Mardi 9 juillet 2019 | Nancy                                                          | - | Bernard Hinault (Vainqueur du Tour de France 1978, 1979, 1981, 1982 et 1985) | 1 600 000                                                      | 17,9 %                                                         |                                                                |
| Mercredi 10 juillet 2019 | Colmar                                                         | Lilian Calmejane (Total Direct Énergie)                                                                       | -                                                                            | 1 599 000                                                      | 18,4 %                                                         |                                                                |
| Jeudi 11 juillet 2019 | Planche des Belles Filles                                      | - | -                                                                            | 2 500 000                                                      | 25,5 %                                                         |                                                                |
| Vendredi 12 juillet 2019 | Chalon-sur-Saône                                               | Mikaël Cherel, Benoît Cosnefroy (AG2R La Mondiale) et Yoann Offredo (Wanty-Groupe Gobert)                     | -                                                                            | 1 900 000                                                      | 20,4 %                                                         |                                                                |
| Samedi 13 juillet 2019 | Saint-Étienne                                                  | Thibaut Pinot (Groupama-FDJ) et Peter Sagan (Bora-Hansgrohe)                                                  | -                                                                            | 2 300 000                                                      | 25,3 %                                                         |                                                                |
| Dimanche 14 juillet 2019 | Brioude                                                        | Cédric Vasseur (manager de l'équipe Cofidis)                                                                  | -                                                                            | 2 080 000                                                      | 19,4 %                                                         |                                                                |
| Lundi 15 juillet 2019 | Albi                                                           | Natnael Berhane (Cofidis) et Julian Alaphilippe (Deceuninck-Quick Step)                                       | -                                                                            | 2 100 000                                                      | 23 %                                                           |                                                                |
| Mercredi 17 juillet 2019 | Toulouse                                                       | Tony Gallopin (AG2R La Mondiale)                                                                              | -                                                                            | 2 300 000                                                      | 24,3 %                                                         |                                                                |
| Jeudi 18 juillet 2019 | Bagnères-de-Bigorre                                            | Marc Madiot (manager de l'équipe Groupama-FDJ)                                                                | Jade Wiel et Christian Prudhomme                                             | NC                                                             | NC                                                             |                                                                |
| Vendredi 19 juillet 2019 | Pau                                                            | - | -                                                                            | 2 800 000                                                      | 29,6 %                                                         |                                                                |
| Samedi 20 juillet 2019 | Tourmalet - Barèges                                            | - | Andy Schleck (Vainqueur du Tour de France 2010) et Christian Laborde         | 3 270 000                                                      | 34,7 %                                                         |                                                                |
| Dimanche 21 juillet 2019 | Foix - Prat d'Albis                                            | - | -                                                                            | 3 070 000                                                      | 30,4 %                                                         |                                                                |
| Mardi 23 juillet 2019 | Nîmes                                                          | - | Pierre Martot et Stéphanie Pareja                                            | 2 400 000                                                      | 24,1 %                                                         |                                                                |
| Mardi 24 juillet 2019 | Gap                                                            | Paul Ourselin (Total Direct Énergie) et Alexis Gougeard (AG2R La Mondiale)                                    | -                                                                            | 2 700 000                                                      | 26,5 %                                                         |                                                                |
| Jeudi 25 juillet 2019 | Valloire                                                       | - | -                                                                            | 3 100 000                                                      | 29,5 %                                                         |                                                                |
| Vendredi 26 juillet 2019 | Tignes                                                         | Marc Madiot (manager de l'équipe Groupama-FDJ)                                                                | Jean-François Pescheux et Christian Prudhomme                                | 3 300 000                                                      | 32,1 %                                                         |                                                                |
| Samedi 27 juillet 2019 | Val Thorens                                                    | - | Julien Lizeroux et Clément Noël                                              | 2 460 000                                                      | 26 %                                                           |                                                                |
| Dimanche 28 juillet 2019 | Paris - Champs-Élysées                                         | Julian Alaphilippe (Deceuninck-Quick Step)                                                                    | -                                                                            | 2 820 000                                                      | 17,2 %                                                         |                                                                |
| Légende - Le plus haut chiffre d'audience de la saison - Le plus bas chiffre d'audience de la saison - : Indique le leader du classement général - : Indique le leader du classement par points - : Indique le leader du classement de la montagne - : Indique le leader du classement du meilleur jeune - : Indique l'équipe leader du classement par équipe - : Indique le vainqueur du prix de la combativité |                                                                | |                                                                              |                                                                |                                                                |                                                                |

| Invités et audiences des émissions lors du Tour de France 2020                                       | Invités et audiences des émissions lors du Tour de France 2020 | Invités et audiences des émissions lors du Tour de France 2020 | Invités et audiences des émissions lors du Tour de France 2020 | Invités et audiences des émissions lors du Tour de France 2020 | Invités et audiences des émissions lors du Tour de France 2020 | Invités et audiences des émissions lors du Tour de France 2020 |
| Date de diffusion                                                                                    | Invités sur le plateau de France Télévisions                   | Audience moyenne                                               | Audience moyenne                                               |                                                                |                                                                |                                                                |
| Date de diffusion                                                                                    | Invités sur le plateau de France Télévisions                   | Nombre de téléspectateurs                                      | PDM                                                            |                                                                |                                                                |                                                                |
| --- | -------------------------------------------------------------- | -------------------------------------------------------------- | -------------------------------------------------------------- | -------------------------------------------------------------- | -------------------------------------------------------------- | -------------------------------------------------------------- |
| Samedi 29 août 2020                                                                                  | -                                                              | 2 660 000                                                      | 22,1 %                                                         |                                                                |                                                                |                                                                |
| Dimanche 30 août 2020                                                                                | -                                                              | 3 580 000                                                      | 24,9 %                                                         |                                                                |                                                                |                                                                |
| Lundi 31 août 2020                                                                                   | -                                                              | 2 000 000                                                      | 18,9 %                                                         |                                                                |                                                                |                                                                |
| Mardi 1er septembre 2020                                                                             | -                                                              | 2 100 000                                                      | 20 %                                                           |                                                                |                                                                |                                                                |
| Mercredi 2 septembre 2020                                                                            | -                                                              | NC                                                             | NC                                                             |                                                                |                                                                |                                                                |
| Jeudi 3 septembre 2020                                                                               | -                                                              | NC                                                             | NC                                                             |                                                                |                                                                |                                                                |
| Vendredi 4 septembre 2020                                                                            | -                                                              | 1 600 000                                                      | 18,5 %                                                         |                                                                |                                                                |                                                                |
| Samedi 5 septembre 2020                                                                              | -                                                              | 2 390 000                                                      | 24,0 %                                                         |                                                                |                                                                |                                                                |
| Dimanche 6 septembre 2020                                                                            | -                                                              | 2 010 000                                                      | 18,0 %                                                         |                                                                |                                                                |                                                                |
| Mardi 8 septembre 2020                                                                               | -                                                              | NC                                                             | NC                                                             |                                                                |                                                                |                                                                |
| Mercredi 9 septembre 2020                                                                            | -                                                              | 2 100 000                                                      | 21 %                                                           |                                                                |                                                                |                                                                |
| Jeudi 10 septembre 2020                                                                              | Jean-Paul Ollivier                                             | NC                                                             | NC                                                             |                                                                |                                                                |                                                                |
| Vendredi 11 septembre 2020                                                                           | -                                                              | 1 800 000                                                      | 19 %                                                           |                                                                |                                                                |                                                                |
| Samedi 12 septembre 2020                                                                             | -                                                              | 1 990 000                                                      | 19,5 %                                                         |                                                                |                                                                |                                                                |
| Dimanche 13 septembre 2020                                                                           | -                                                              | 2 290 000                                                      | 20,4 %                                                         |                                                                |                                                                |                                                                |
| Mardi 15 septembre 2020                                                                              | -                                                              | NC                                                             | NC                                                             |                                                                |                                                                |                                                                |
| Mercredi 16 septembre 2020                                                                           | -                                                              | 2 430 000                                                      | 24,1 %                                                         |                                                                |                                                                |                                                                |
| Jeudi 17 septembre 2020                                                                              | -                                                              | NC                                                             | NC                                                             |                                                                |                                                                |                                                                |
| Vendredi 18 septembre 2020                                                                           | -                                                              | NC                                                             | NC                                                             |                                                                |                                                                |                                                                |
| Samedi 19 septembre 2020                                                                             | -                                                              | 3 210 000                                                      | 27,1 %                                                         |                                                                |                                                                |                                                                |
| Dimanche 20 septembre 2020                                                                           | -                                                              | 3 700 000                                                      | 20 %                                                           |                                                                |                                                                |                                                                |
| Légende - Le plus haut chiffre d'audience de la saison - Le plus bas chiffre d'audience de la saison |                                                                |                                                                |                                                                |                                                                |                                                                |                                                                |

| Invités et audiences des émissions lors du Tour de France 2021                                       | Invités et audiences des émissions lors du Tour de France 2021 | Invités et audiences des émissions lors du Tour de France 2021 | Invités et audiences des émissions lors du Tour de France 2021 | Invités et audiences des émissions lors du Tour de France 2021 | Invités et audiences des émissions lors du Tour de France 2021 | Invités et audiences des émissions lors du Tour de France 2021 |
| Date de diffusion                                                                                    | Invités sur le plateau de France Télévisions                   | Audience moyenne                                               | Audience moyenne                                               |                                                                |                                                                |                                                                |
| Date de diffusion                                                                                    | Invités sur le plateau de France Télévisions                   | Nombre de téléspectateurs                                      | PDM                                                            |                                                                |                                                                |                                                                |
| --- | -------------------------------------------------------------- | -------------------------------------------------------------- | -------------------------------------------------------------- | -------------------------------------------------------------- | -------------------------------------------------------------- | -------------------------------------------------------------- |
| Samedi 26 juin 2021                                                                                  | -                                                              | 2 570 000                                                      | 26,5 %                                                         |                                                                |                                                                |                                                                |
| Dimanche 27 juin 2021                                                                                | -                                                              | 3 230 000                                                      | 25,9 %                                                         |                                                                |                                                                |                                                                |
| Lundi 28 juin 2021                                                                                   | -                                                              |                                                                |                                                                |                                                                |                                                                |                                                                |
| Mardi 29 juin 2021                                                                                   | -                                                              |                                                                |                                                                |                                                                |                                                                |                                                                |
| Mercredi 30 juin 2021                                                                                | -                                                              |                                                                |                                                                |                                                                |                                                                |                                                                |
| Jeudi 1er juillet 2021                                                                               | -                                                              |                                                                |                                                                |                                                                |                                                                |                                                                |
| Vendredi 2 juillet 2021                                                                              | -                                                              |                                                                |                                                                |                                                                |                                                                |                                                                |
| Samedi 3 juillet 2021                                                                                | -                                                              | 2 500 000                                                      | 25,2 %                                                         |                                                                |                                                                |                                                                |
| Dimanche 4 juillet 2021                                                                              | -                                                              | 3 290 000                                                      | 26,0 %                                                         |                                                                |                                                                |                                                                |
| Mardi 6 juillet 2021                                                                                 | -                                                              |                                                                |                                                                |                                                                |                                                                |                                                                |
| Mercredi 7 juillet 2021                                                                              | -                                                              |                                                                |                                                                |                                                                |                                                                |                                                                |
| Jeudi 8 juillet 2021                                                                                 | -                                                              |                                                                |                                                                |                                                                |                                                                |                                                                |
| Vendredi 9 juillet 2021                                                                              | -                                                              |                                                                |                                                                |                                                                |                                                                |                                                                |
| Samedi 10 juillet 2021                                                                               | -                                                              | 2 350 000                                                      | 24,0 %                                                         |                                                                |                                                                |                                                                |
| Dimanche 11 juillet 2021                                                                             | -                                                              | 2 430 000                                                      | 22,5 %                                                         |                                                                |                                                                |                                                                |
| Mardi 13 juillet 2021                                                                                | -                                                              |                                                                |                                                                |                                                                |                                                                |                                                                |
| Mercredi 14 juillet 2021                                                                             | -                                                              |                                                                |                                                                |                                                                |                                                                |                                                                |
| Jeudi 15 juillet 2021                                                                                | -                                                              |                                                                |                                                                |                                                                |                                                                |                                                                |
| Vendredi 16 juillet 2021                                                                             | -                                                              |                                                                |                                                                |                                                                |                                                                |                                                                |
| Samedi 17 juillet 2021                                                                               | -                                                              | 1 750 000                                                      | 18,9 %                                                         |                                                                |                                                                |                                                                |
| Dimanche 18 juillet 2021                                                                             | -                                                              | 3 830 000                                                      | 25,2 %                                                         |                                                                |                                                                |                                                                |
| Légende - Le plus haut chiffre d'audience de la saison - Le plus bas chiffre d'audience de la saison |                                                                |                                                                |                                                                |                                                                |                                                                |                                                                |

| Invités et audiences des émissions lors du Tour de France 2022 | Invités et audiences des émissions lors du Tour de France 2022 | Invités et audiences des émissions lors du Tour de France 2022  | Invités et audiences des émissions lors du Tour de France 2022                                   | Invités et audiences des émissions lors du Tour de France 2022 | Invités et audiences des émissions lors du Tour de France 2022 | Invités et audiences des émissions lors du Tour de France 2022 |
| Date de diffusion | Ville d'arrivée                                                | Invités                                                         | Invités                                                                                          | Audience moyenne                                               | Audience moyenne                                               |                                                                |
| Date de diffusion | Ville d'arrivée                                                | Coureurs et directeurs sportifs du Tour de France 2022 (Équipe) | Autres invités                                                                                   | Nombre de téléspectateurs                                      | PDM                                                            |                                                                |
| --- | -------------------------------------------------------------- | --------------------------------------------------------------- | ------------------------------------------------------------------------------------------------ | -------------------------------------------------------------- | -------------------------------------------------------------- | -------------------------------------------------------------- |
| Vendredi 1er juillet 2022 | Copenhague                                                     | -                                                               | -                                                                                                | 1 720 000                                                      | 12,6 %                                                         |                                                                |
| Samedi 2 juillet 2022 | Nyborg                                                         | -                                                               | -                                                                                                | 1 440 000                                                      | 17,5 %                                                         |                                                                |
| Dimanche 3 juillet 2022 | Sønderborg                                                     | -                                                               | -                                                                                                | 1 360 000                                                      | 13,3 %                                                         |                                                                |
| Mardi 5 juillet 2022 | Calais                                                         | Philippe Gilbert (Lotto-Soudal)                                 | Bernard Hinault (Vainqueur du Tour de France 1978, 1979, 1981, 1982 et 1985) et Stève Stievenart | 1 800 000                                                      | 21 %                                                           |                                                                |
| Mercredi 6 juillet 2022 | Wallers                                                        | Adrien Petit (Intermarché-Wanty-Gobert Matériaux)               | Marie-José Pérec                                                                                 | 1 700 000                                                      | 20 %                                                           |                                                                |
| Jeudi 7 juillet 2022 | Longwy                                                         | Hugo Hofstetter (Arkéa-Samsic)                                  | -                                                                                                |                                                                | 21 %                                                           |                                                                |
| Vendredi 8 juillet 2022 | Planche des Belles Filles                                      | Jean-René Bernaudeau (manager de l'équipe TotalEnergies)        | -                                                                                                | 1 800 000                                                      | 21,1 %                                                         |                                                                |
| Samedi 9 juillet 2022 | Lausanne                                                       | Benoît Cosnefroy (AG2R Citroën)                                 | Quentin Fillon Maillet                                                                           | 1 940 000                                                      | 22,1 %                                                         |                                                                |
| Dimanche 10 juillet 2022 | Châtel                                                         | Cédric Vasseur (manager de l'équipe Cofidis)                    | -                                                                                                | 2 360 000                                                      | 23,0 %                                                         |                                                                |
| Mardi 12 juillet 2022 | Megève                                                         | -                                                               | Perrine Pelen et Christian Prudhomme                                                             | 2 110 000                                                      | 23,7 %                                                         |                                                                |
| Mercredi 13 juillet 2022 | Col du Granon - Serre Chevalier                                | -                                                               | Luc Alphand, Arthur Bauchet et Émilien Jacquelin                                                 |                                                                |                                                                |                                                                |
| Jeudi 14 juillet 2022 | Alpe d'Huez                                                    | -                                                               | Ophélie David                                                                                    | 2 770 000                                                      | 23,5 %                                                         |                                                                |
| Vendredi 15 juillet 2022 | Saint-Étienne                                                  | Romain Bardet (DSM)                                             | -                                                                                                |                                                                |                                                                |                                                                |
| Samedi 16 juillet 2022 | Mende                                                          | Maxime Bouet (Arkéa-Samsic)                                     | Thomas Brochu-Goddet                                                                             | 2 310 000                                                      | 25,0 %                                                         |                                                                |
| Dimanche 17 juillet 2022 | Carcassonne                                                    | -                                                               | Léon Marchand                                                                                    | 2 870 000                                                      | 25,8 %                                                         |                                                                |
| Mardi 19 juillet 2022 | Foix                                                           | Alexis Gougeard (B&B Hotels-KTM)                                | François Belay                                                                                   | 2 230 000                                                      | 23,8 %                                                         |                                                                |
| Mercredi 20 juillet 2022 | Peyragudes                                                     | -                                                               | Andy Schleck (Vainqueur du Tour de France 2010) Antoine Dupont et Christian Prudhomme            |                                                                |                                                                |                                                                |
| Jeudi 21 juillet 2022 | Hautacam                                                       | -                                                               | Luc Leblanc                                                                                      | 3 400 000                                                      | 35,9 %                                                         |                                                                |
| Vendredi 22 juillet 2022 | Cahors                                                         | David Gaudu (Groupama-FDJ)                                      | Bernard Laporte                                                                                  |                                                                |                                                                |                                                                |
| Samedi 23 juillet 2022 | Rocamadour                                                     | -                                                               | -                                                                                                |                                                                |                                                                |                                                                |
| Légende - Le plus haut chiffre d'audience de la saison - Le plus bas chiffre d'audience de la saison - : Indique le leader du classement général - : Indique le leader du classement par points - : Indique le leader du classement de la montagne - : Indique le leader du classement du meilleur jeune - : Indique l'équipe leader du classement par équipe - : Indique le vainqueur du prix de la combativité |                                                                |                                                                 |                                                                                                  |                                                                |                                                                |                                                                |

| Invités et audiences des émissions lors du Tour de France 2023 | Invités et audiences des émissions lors du Tour de France 2023 | Invités et audiences des émissions lors du Tour de France 2023                    | Invités et audiences des émissions lors du Tour de France 2023               | Invités et audiences des émissions lors du Tour de France 2023 | Invités et audiences des émissions lors du Tour de France 2023 | Invités et audiences des émissions lors du Tour de France 2023 |
| Date de diffusion | Ville d'arrivée                                                | Invités                                                                           | Invités                                                                      | Audience moyenne                                               | Audience moyenne                                               |                                                                |
| Date de diffusion | Ville d'arrivée                                                | Coureurs et directeurs sportifs du Tour de France 2023 (Équipe)                   | Autres invités                                                               | Nombre de téléspectateurs                                      | PDM                                                            |                                                                |
| --- | -------------------------------------------------------------- | --------------------------------------------------------------------------------- | ---------------------------------------------------------------------------- | -------------------------------------------------------------- | -------------------------------------------------------------- | -------------------------------------------------------------- |
| Samedi 1er juillet 2023 | Bilbao                                                         | -                                                                                 | -                                                                            | 1 790 000                                                      | 19,0 %                                                         |                                                                |
| Dimanche 2 juillet 2023 | Saint-Sébastien                                                | Cédric Vasseur (manager de l'équipe Cofidis)                                      | -                                                                            | 2 340 000                                                      | 23,3 %                                                         |                                                                |
| Lundi 3 juillet 2023 | Bayonne                                                        | -                                                                                 | Bernard Hinault (Vainqueur du Tour de France 1978, 1979, 1981, 1982 et 1985) |                                                                |                                                                |                                                                |
| Mardi 4 juillet 2023 | Nogaro                                                         | -                                                                                 | -                                                                            |                                                                |                                                                |                                                                |
| Mercredi 5 juillet 2023 | Laruns                                                         | -                                                                                 | -                                                                            |                                                                |                                                                |                                                                |
| Jeudi 6 juillet 2023 | Cauterets                                                      | -                                                                                 | -                                                                            | 2 110 000                                                      | 25,9 %                                                         |                                                                |
| Vendredi 7 juillet 2023 | Bordeaux                                                       | Valentin Madouas (Groupama-FDJ)                                                   | Nelson Monfort et Mickaël Llodra                                             |                                                                |                                                                |                                                                |
| Samedi 8 juillet 2023 | Limoges                                                        | -                                                                                 | Christian Prudhomme et Luc Leblanc                                           | 1 970 000                                                      | 22,9 %                                                         |                                                                |
| Dimanche 9 juillet 2023 | Puy de Dôme                                                    | -                                                                                 | -                                                                            | 2 650 000                                                      | 22,8 %                                                         |                                                                |
| Mardi 11 juillet 2023 | Issoire                                                        | -                                                                                 | -                                                                            |                                                                |                                                                |                                                                |
| Mercredi 12 juillet 2023 | Moulins                                                        | Peter Sagan (TotalEnergies)                                                       | -                                                                            | 2 000 000                                                      | 23 %                                                           |                                                                |
| Jeudi 13 juillet 2023 | Belleville-en-Beaujolais                                       | Cédric Vasseur (manager) et Guillaume Martin (Cofidis)                            | Antonin Rolland, Christian Prudhomme et Marie-José Pérec                     | 2 100 000                                                      | 26,6 %                                                         |                                                                |
| Vendredi 14 juillet 2023 | Col du Grand Colombier                                         | Adrien Petit (Intermarché-Circus-Wanty)                                           | -                                                                            | 2 500 000                                                      |                                                                |                                                                |
| Samedi 15 juillet 2023 | Morzine                                                        | -                                                                                 | Victoire Berteau                                                             | 2 870 000                                                      | 27,1 %                                                         |                                                                |
| Dimanche 16 juillet 2023 | Saint-Gervais Mont-Blanc                                       | -                                                                                 | -                                                                            | 2 820 000                                                      | 23,3 %                                                         |                                                                |
| Mardi 18 juillet 2023 | Combloux                                                       | -                                                                                 | -                                                                            | 2 350 000                                                      | 27,6 %                                                         |                                                                |
| Mercredi 19 juillet 2023 | Courchevel                                                     | -                                                                                 | Richard Virenque et Alexis Pinturault                                        | 2 690 000                                                      | 29,8 %                                                         |                                                                |
| Jeudi 20 juillet 2023 | Bourg-en-Bresse                                                | Thibaut Pinot et David Gaudu (Groupama-FDJ)                                       | Loana Lecomte                                                                | 2 480 000                                                      | 27,2 %                                                         |                                                                |
| Vendredi 21 juillet 2023 | Poligny                                                        | Julian Alaphilippe et Kasper Asgreen (Soudal Quick-Step)                          | Quentin Fillon Maillet                                                       |                                                                |                                                                |                                                                |
| Samedi 22 juillet 2023 | Fellering                                                      | Marc Madiot (manager de l'équipe Groupama-FDJ) Mathieu Burgaudeau (TotalEnergies) | -                                                                            | 2 650 000                                                      | 30,1 %                                                         |                                                                |
| Dimanche 23 juillet 2023 | Paris                                                          | Jonas Vingegaard ( Jumbo-Visma)                                                   | Amélie Oudéa-Castéra et Christian Prudhomme                                  |                                                                |                                                                |                                                                |
| Légende - Le plus haut chiffre d'audience de la saison - Le plus bas chiffre d'audience de la saison - : Indique le leader du classement général - : Indique le leader du classement par points - : Indique le leader du classement de la montagne - : Indique le leader du classement du meilleur jeune - : Indique l'équipe leader du classement par équipe - : Indique le vainqueur du prix de la combativité |                                                                |                                                                                   |                                                                              |                                                                |                                                                |                                                                |

| Invités et audiences des émissions lors du Tour de France 2024 | Invités et audiences des émissions lors du Tour de France 2024 | Invités et audiences des émissions lors du Tour de France 2024                        | Invités et audiences des émissions lors du Tour de France 2024                                     | Invités et audiences des émissions lors du Tour de France 2024 | Invités et audiences des émissions lors du Tour de France 2024 | Invités et audiences des émissions lors du Tour de France 2024 |
| Date de diffusion | Ville d'arrivée                                                | Invités                                                                               | Invités                                                                                            | Audience moyenne                                               | Audience moyenne                                               |                                                                |
| Date de diffusion | Ville d'arrivée                                                | Coureurs et directeurs sportifs du Tour de France 2024 (Équipe)                       | Autres invités                                                                                     | Nombre de téléspectateurs                                      | PDM                                                            |                                                                |
| --- | -------------------------------------------------------------- | ------------------------------------------------------------------------------------- | -------------------------------------------------------------------------------------------------- | -------------------------------------------------------------- | -------------------------------------------------------------- | -------------------------------------------------------------- |
| Samedi 29 juin 2024 | Rimini                                                         | -                                                                                     | -                                                                                                  | 2 460 000                                                      | 23,7 %                                                         |                                                                |
| Dimanche 30 juin 2024 | Bologne                                                        | Kévin Vauquelin (Arkéa-B&B Hotels) et Emmanuel Hubert (manager de l'Arkéa-B&B Hotels) | -                                                                                                  | 1 960 000                                                      | 17,3 %                                                         |                                                                |
| Lundi 1er juillet 2024 | Turin                                                          | Biniam Girmay (Intermarché-Wanty)                                                     | Stefano Rizzato                                                                                    | 1 040 000                                                      | 8,5 %                                                          |                                                                |
| Mardi 2 juillet 2024 | Valloire                                                       | -                                                                                     | -                                                                                                  | 1 370 000                                                      | 15,4 %                                                         |                                                                |
| Mercredi 3 juillet 2024 | Saint-Vulbas                                                   | -                                                                                     | David Douillet                                                                                     | 1 360 000                                                      | 14,4 %                                                         |                                                                |
| Jeudi 4 juillet 2024 | Dijon                                                          | -                                                                                     | -                                                                                                  | 1 210 000                                                      | 13,9 %                                                         |                                                                |
| Vendredi 5 juillet 2024 | Gevrey-Chambertin                                              | Julien Bernard (Lidl-Trek)                                                            | Jean-François Bernard                                                                              |                                                                |                                                                |                                                                |
| Samedi 6 juillet 2024 | Colombey les Deux Églises                                      | -                                                                                     | Bernard Hinault (Vainqueur du Tour de France 1978, 1979, 1981, 1982 et 1985) et Jean-Paul Ollivier | 1 640 000                                                      | 16,1 %                                                         |                                                                |
| Dimanche 7 juillet 2024 | Troyes                                                         | Kévin Vauquelin (Arkéa-B&B Hotels)                                                    | -                                                                                                  |                                                                |                                                                |                                                                |
| Mardi 9 juillet 2024 | Saint-Amand-Montrond                                           |                                                                                       | |                                                                |                                                                |                                                                |
| Mercredi 10 juillet 2024 | Le Lioran                                                      |                                                                                       | |                                                                |                                                                |                                                                |
| Jeudi 11 juillet 2024 | Villeneuve-sur-Lot                                             |                                                                                       | |                                                                |                                                                |                                                                |
| Vendredi 12 juillet 2024 | Pau                                                            |                                                                                       | |                                                                |                                                                |                                                                |
| Samedi 13 juillet 2024 | Saint-Lary-Soulan                                              |                                                                                       | |                                                                |                                                                |                                                                |
| Dimanche 14 juillet 2024 | Plateau de Beille                                              |                                                                                       | Christian Prudhomme                                                                                |                                                                |                                                                |                                                                |
| Mardi 16 juillet 2024 | Nîmes                                                          | -                                                                                     | Marie-Josée Pérec                                                                                  |                                                                |                                                                |                                                                |
| Légende - Le plus haut chiffre d'audience de la saison - Le plus bas chiffre d'audience de la saison - : Indique le leader du classement général - : Indique le leader du classement par points - : Indique le leader du classement de la montagne - : Indique le leader du classement du meilleur jeune - : Indique l'équipe leader du classement par équipe - : Indique le vainqueur du prix de la combativité |                                                                |                                                                                       | |                                                                |                                                                |                                                                |

### Audiences moyennes par saison
| Année | Présentateur  | Nom de l'émission | Période de diffusion         | Audience moyenne | Audience moyenne | Références |
| Année | Présentateur  | Nom de l'émission | Période de diffusion         | Téléspectateurs  | PDM              | Références |
| ----- | ------------- | ----------------- | ---------------------------- | ---------------- | ---------------- | ---------- |
| 2012  | Gérard Holtz  | L'Après Tour      | 30 juin au 21 juillet 2012   | 2 000 000        | 19 %             | [ 104 ]    |
| 2013  | Gérard Holtz  | L'Après Tour      | 29 juin au 20 juillet 2013   | 1 900 000        | 20 %             | [ 105 ]    |
| 2014  | Gérard Holtz  | Vélo Club         | 5 au 26 juillet 2014         | 2 000 000        | 19,3 %           | [ 106 ]    |
| 2015  | Gérard Holtz  | Vélo Club         | 4 au 25 juillet 2015         | 1 900 000        | 18,9 %           | [ 107 ]    |
| 2016  | Gérard Holtz  | Vélo Club         | 2 au 23 juillet 2016         | 1 700 000        | 17,8 %           | [ 108 ]    |
| 2017  | Laurent Luyat | Vélo Club         | 1er au 23 juillet 2017       | 2 000 000        | 19,8 %           | [ 109 ]    |
| 2018  | Laurent Luyat | Vélo Club         | 7 au 29 juillet 2018         | 1 900 000        | 19,5 %           | [ 110 ]    |
| 2019  | Laurent Luyat | Vélo Club         | 6 au 28 juillet 2019         | 2 300 000        | 23,2 %           | [ 111 ]    |
| 2020  | Laurent Luyat | Vélo Club         | 29 août au 20 septembre 2020 | 2 100 000        | 20,1 %           | [ 112 ]    |
| 2021  | Laurent Luyat | Vélo Club         | 26 juin au 18 juillet 2021   | 2 200 000        | 21,7 %           | [ 113 ]    |
| 2022  | Laurent Luyat | Vélo Club         | 1er au 23 juillet 2022       | 2 100 000        | 22,8 %           | [ 114 ]    |
| 2023  | Laurent Luyat | Vélo Club         | 1er au 23 juillet 2023       | 2 300 000        | 24,5 %           | [ 115 ]    |
| 2024  | Laurent Luyat | Vélo Club         | 29 juin au 21 juillet 2024   | 1 710 000        | 17,7 %           | [ 116 ]    |